# Hermann Haller (Politiker)

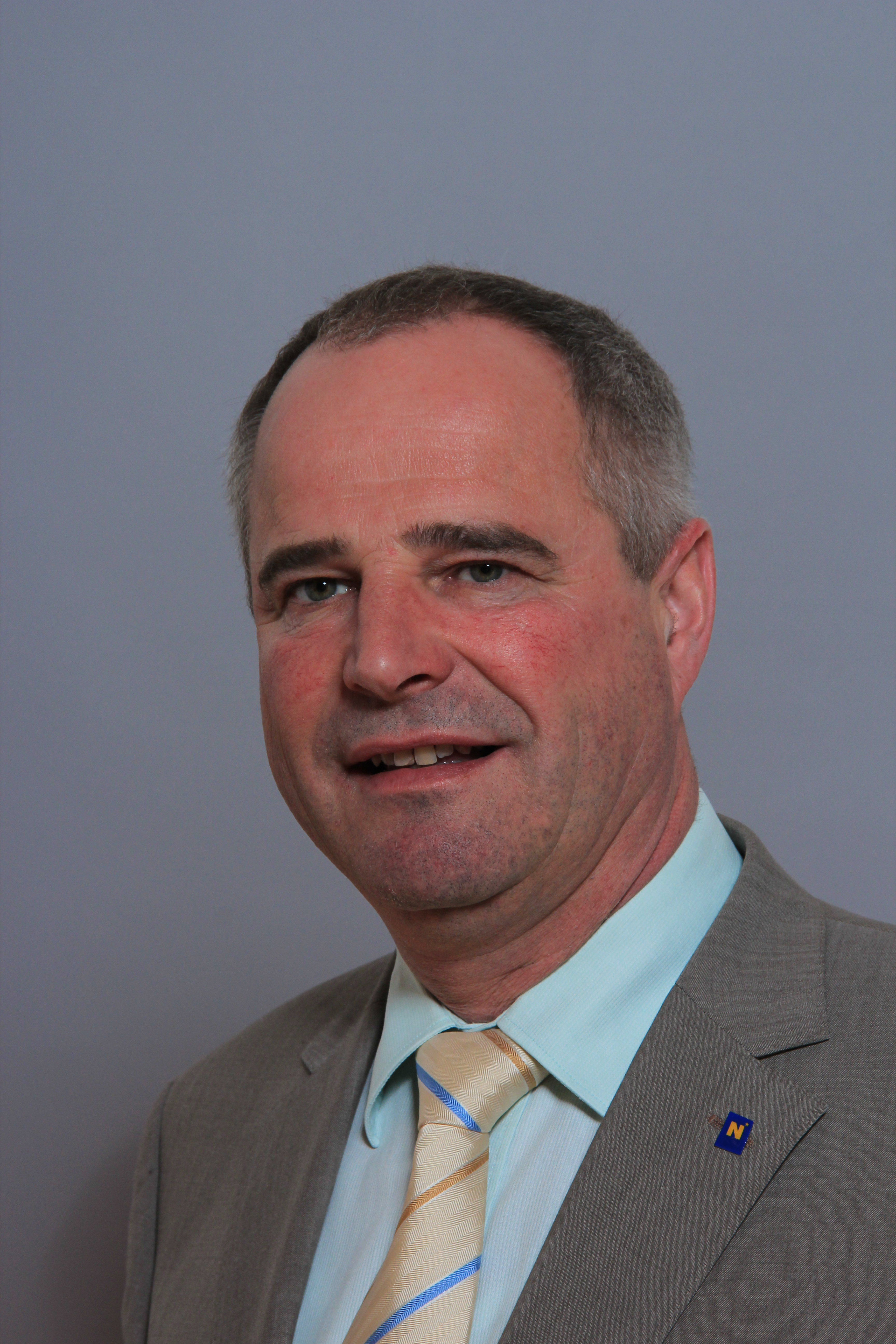
Hermann Haller (2013)

Hermann Haller (* 22. Februar 1962 in Wien) ist ein österreichischer Landwirt, Weinbauer und Politiker (ÖVP). Haller war von 2003 bis 2007 Mitglied des Bundesrates und von 2007 bis 2018 Abgeordneter zum Landtag von Niederösterreich.

## Ausbildung und Beruf
Haller besuchte nach der Volksschule von Enzersfeld im Weinviertel die Hauptschule in Korneuburg und das Francisco Josephinum in Wieselburg, das er 1981 abschloss. Danach leistete er von 1981 bis 1982 seinen Präsenzdienst ab. Haller ist seit 1982 als Landwirt und Weinhauer in Enzersfeld tätig. 
Gemeinsam mit seiner Ehefrau Sigrid (ehem. Baumgartner) hat er zwei Töchter. 

## Politik und Funktionen
Politisch war Haller zunächst von 1990 bis 1995 als Gemeinderat in Enzersfeld tätig und ist seit 1995 dessen geschäftsführendes Mitglied. Zudem hatte er von 1983 bis 1995 die Funktion des Ortsparteiobmann der ÖVP Enzersfeld inne. Er hat zudem seit 1995 die Funktion des Bezirksparteiobmann-Stellvertreters der ÖVP inne, ist seit 1993 Obmannstellvertreter des Bezirksbauernrates, seit 1995 Obmannstellvertreter des Bezirksweinbauverbandes. Seit 2005 ist Haller zudem Bezirksparteiobmann der ÖVP Korneuburg.
Haller wurde im Jahr 2000 Kammerrat der Bezirksbauernkammer Korneuburg, seit 2002 ist er Kammerobmannstellvertreter. Haller vertrat die ÖVP Niederösterreich vom 24. April 2003 bis zum 22. Februar 2007 im Bundesrat und war ab dem 23. Februar 2007 Abgeordneter zum Niederösterreichischen Landtag. Nach der Landtagswahl in Niederösterreich 2018 schied er aus dem Landtag aus.
Er ist Regionssprecher der Mobilitätsregion Korneuburg, von 2007 bis Ende November 2017 Sprecher der LEADER-Region „Weinviertel Donauraum“ sowie Obmann der Kleinregion „10 vor Wien“ sowie Obmann des Tourismusverbandes des Bezirks Korneuburg. Zudem ist er Aufsichtsrat der Österreichischen Weinmarketing GesmbH.

## Auszeichnungen
- 2019: Silbernes Komturkreuz des Ehrenzeichens für Verdienste um das Bundesland Niederösterreich[1]